# Povertà in Africa

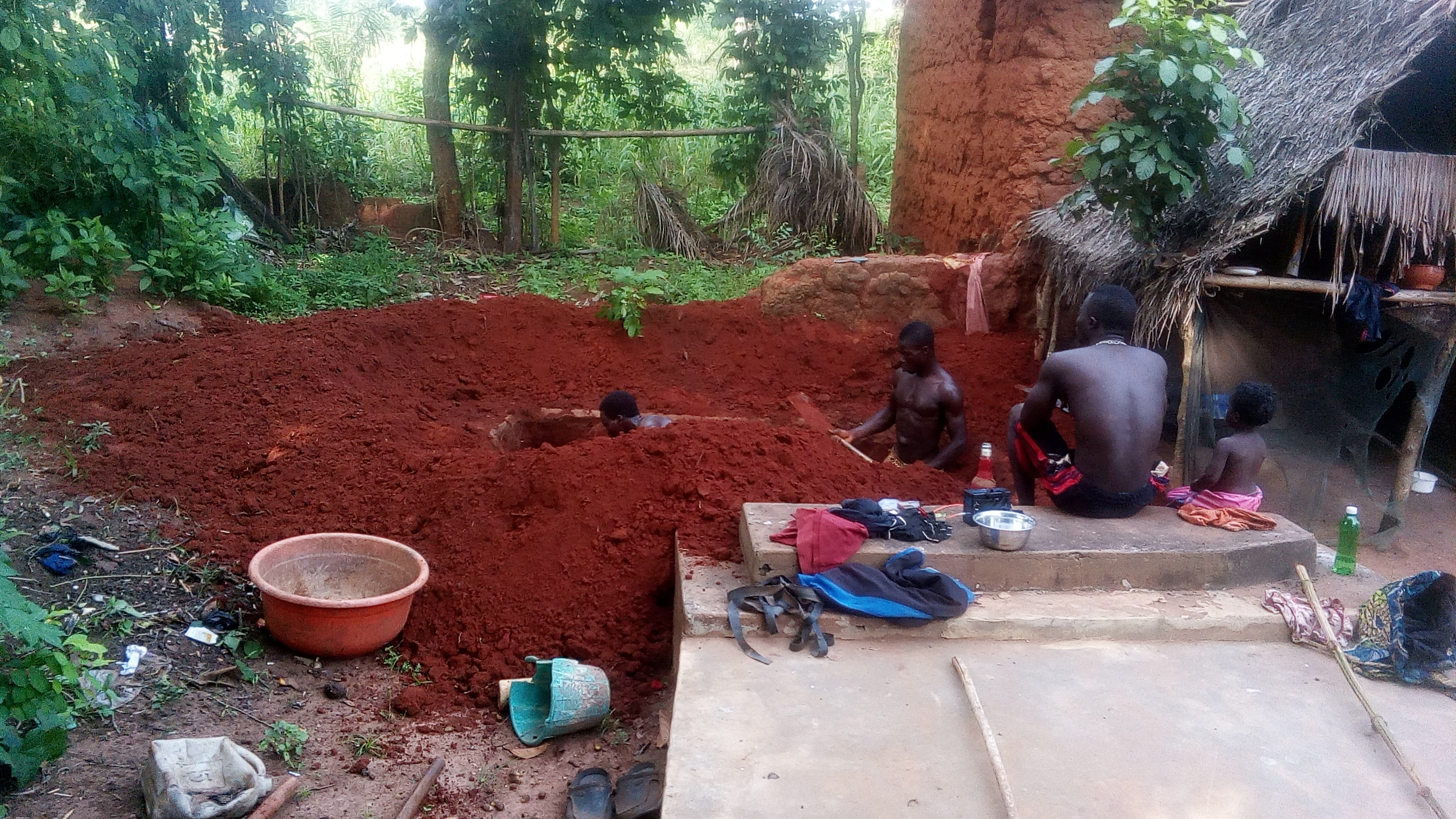
Povertà in Benin

La povertà è una condizione diffusa in parte dell'Africa moderna: circa il 40% dei Paesi africani si colloca infatti negli ultimi posti di tutte le principali classifiche di ricchezza nazionale, come quelle basate sul reddito pro capite o sul PIL pro capite, pur disponendo spesso di ingenti risorse naturali, mentre nell'elenco delle 50 nazioni meno sviluppate del mondo stilata dall'ONU nel 2006, 23 posizioni erano occupate da paesi africani.
Assieme ai cambiamenti climatici in atto, all'instabilità politica di molti suoi Stati, allo sfruttamento passato e presente di questi territori da parte degli Europei e a un tasso di natalità eccessivamente alto, la "questione africana" costituisce una delle principali cause delle migrazioni di massa o esodi di popolazione verso gli altri continenti. In molte nazioni africane, il PIL pro capite è sotto la soglia dei 10000 $ annui; nonostante tale valore sia andato crescendo negli ultimi decenni, il progresso è inferiore a quello rilevabile in altre aree del mondo in via di sviluppo, come il Sudamerica.

## Cause
Natalità
Nella maggioranza dei paesi africani il numero di figli per donna in età fertile è tra i 4 e 5, cosa che comporta un raddoppio della popolazione ogni 25-30 anni. Tale tumultuosa crescita della popolazione rende materialmente impossibile far uscire dalla povertà buona parte della popolazione: il PIL dei singoli paesi deve infatti crescere almeno del 4-5% all'anno solo per assicurare un PIL pro capite stabile e si deve inoltre trovare un lavoro a una massa di giovani in continuo e rapido aumento.

### Infertilità dei suoli
A causa della cattiva distribuzione delle risorse idriche e di particolari condizioni climatiche (es. caldo e siccità) una delle cause di base della povertà africana è il basso sviluppo del settore primario (agricoltura), per lo più a scopo di mera sussistenza, sfavorito dalla bassa fertilità dei suoli e dallo scarso progresso nelle tecniche di coltivazione agricola (es.
rotazione delle colture).

### Lacune infrastrutturali
La gran parte delle infrastrutture presenti in Africa, soprattutto nel corno d'Africa e nel Sahel, è stata realizzata in epoca coloniale, con obiettivi in generale del tutto indipendenti da quello dello sviluppo del paese ospitante. Per esempio, la maggior parte delle ferrovie e delle strade realizzate in epoca coloniale servivano soprattutto a collegare alcuni luoghi dell'entroterra dove si producevano particolari risorse (per esempio zone minerarie) con i porti sulla costa dove tali risorse venivano imbarcati verso l'Europa o le altre colonie. Soltanto in pochi casi eccezionali (per esempio in quello del Sudafrica) si può parlare di una vera e propria rete ferroviaria o stradale, in grado di supportare gli scambi commerciali interni a un determinato paese, ma negli ultimi anni questo fenomeno sta calando, soprattutto nell'Africa meridionale.
Il retaggio coloniale si rivela in numerosi altri settori, come le telecomunicazioni. La rete telefonica fissa è quasi inesistente in gran parte del continente, e si appoggia in larga misura alle infrastrutture europee; per esempio, fino a pochi anni fa le telefonate fra il Ghana e la confinante Costa d'Avorio venivano smistate attraverso le centrali telefoniche francesi e inglesi. Anche la situazione attuale di Internet in Africa rivela, per molti aspetti, la dipendenza infrastrutturale dell'Africa dall'Europa; la maggior parte dei siti web "africani" sono in realtà ospitati su server europei, e gran parte del traffico Internet del continente passa attraverso router situati altrove, con corrispondenti oneri economici che rendono ancora più difficile la penetrazione delle nuove tecnologie informatiche in un contesto già afflitto da numerosi altri handicap (insufficienza della rete elettrica, scarsa alfabetizzazione informatica, e così via).

### Traffico di valuta
Nel febbraio 2024, a seguito di un traffico su vasta scala di dispositivi monetari, l'Unione monetaria dell'Africa occidentale (UEMOA) e la Comunità economica e monetaria dell'Africa centrale (CEMAC), responsabili della gestione monetaria della zona del franco CFA, e la Banca di Francia, che produce monete in franchi CFA, vogliono dotare le monete in franchi CFA di una nuova lega che garantisca la sicurezza del circuito monetario della zona del franco CFA. Secondo l'International Copper Study Group (ICSG), il metallo utilizzato per fabbricare monete in franchi CFA è apprezzato per il suo valore di mercato. La Comunità economica e monetaria dell'Africa centrale ha avviato le prime indagini nel 2019, dopo aver constatato la scomparsa dei primi dispositivi monetari in franchi CFA all'interno dell'organizzazione.

### Conflitti
L'Africa è uno dei continenti più tormentati da conflitti armati, sia nella forma di guerre civili (come quella in corso in Darfur e quella appena finita in Repubblica Democratica del Congo), colpi militari che di scontri fra nazioni. Il fenomeno dei rifugiati è diffuso nelle zone confinanti ai paesi in guerra nel continente; in generale, i rifugiati riparano da una nazione in quelle confinanti non essendo in condizione di emigrare altrove (per esempio in Europa); questo causa spesso ulteriori conflitti, come gli episodi di intolleranza avvenuti nel 2008 in Sudafrica nei confronti dei rifugiati zimbabwesi. Per i paesi africani più poveri, già in difficoltà a gestire i problemi della popolazione locale, l'asilo ai rifugiati rappresenta spesso un problema di difficile soluzione dal punto di vista economico, logistico, sanitario e così via.
I conflitti spesso hanno l'ulteriore effetto di paralizzare o danneggiare l'economia dei paesi in cui si svolgono e spesso anche di paesi confinanti che dipendono in qualche misura da traffici internazionali.

## Effetti della povertà nei paesi più poveri

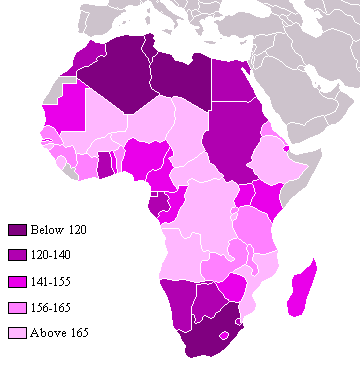
Povertà relativa (HDI) dei paesi africani in termini di qualità della vita (stima delle Nazioni Unite, 2004)

La più diretta conseguenza della povertà in Africa è il livello generalmente medio della qualità della vita in termini, per esempio, di disponibilità di beni di consumo. Più in generale, i paesi africani (fatte le consuete eccezioni per il Sudafrica, le piccole nazioni turistiche come le Seychelles, i paesi del Maghreb, Botswana e altri) si trovano nelle ultime posizioni del mondo rispetto a parametri come mortalità infantile, aspettativa di vita, alfabetizzazione e istruzione (questi sono fenomeni soprattutto dei paesi del Sahel e dei paesi in guerra), e via dicendo. Anche la penetrazione in Africa non solo di Internet, ma in generale delle telecomunicazioni e della tecnologia è ai minimi mondiali.
Anche a causa di fattori come la diffusa corruzione politica e l'altissima natalità, in Africa si osserva spesso una mancanza di correlazione fra la ricchezza di un paese e la qualità della vita dei suoi abitanti, nonché un fortissimo divario fra il benessere di una ristrettissima élite e povertà della maggioranza della popolazione. Per esempio, l'Angola beneficia di un forte afflusso di denaro legato allo sfruttamento delle miniere di diamanti, che però non influisce né in maniera diretta né indiretta sul tenore di vita e la qualità di vita del grosso della popolazione angolana dove il 32 % vive sotto la soglia della povertà, ma negli ultimi anni, con l'aiuto della Cina il paese si sta rialzando dopo un periodo drammatico.
I livelli bassi di alfabetizzazione e istruzione scolastica e universitaria perpetuano in certe zone dell'Africa il problema della mancanza di professionisti qualificati in settori chiave come le tecnologie e l'insegnamento, perpetuando la situazione di dipendenza culturale dell'Africa dall'Europa. Gli africani che riescono a ottenere buoni risultati negli studi spesso sono costretti a trasferirsi all'estero per frequentare università più prestigiose o, successivamente, per trovare lavoro.
La debolezza del sistema economico di pochi paesi fa che si assista a un fenomeno di iperinflazione. Il caso più paradigmatico è quello dello Zimbabwe, durato dal 2008 al 2011, ma alti tassi di inflazione si registrano in paesi come Sudan e Repubblica Democratica del Congo, mentre il resto dei paesi africani hanno annullato l'alto tasso d'inflazione.
La disoccupazione è certamente molto diffusa, anche se per la maggior parte delle nazioni mancano stime precise. Le dimensioni del fenomeno si possono comunque valutare considerando che diverse delle grandi città africane possiede in periferia delle baraccopoli abitate principalmente da persone disoccupate o sotto-occupate.